# Amy Oliver
Amy Oliver, född 10 juli 1987, är en brittisk bågskytt. Hon deltog vid olympiska sommarspelen 2012.